# Rehaswiss

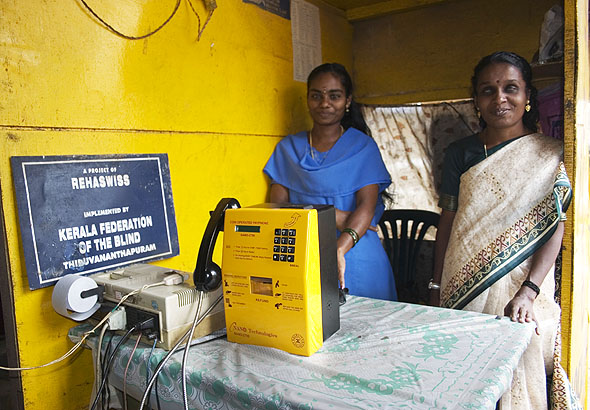
REHASWISS Miniprojekt „Telefon“ in Kerala, Indien

Die Rehaswiss ist eine Schweizer Entwicklungshilfeorganisation, die Menschen mit einer Behinderung in der Dritten Welt, insbesondere auf dem indischen Subkontinent, unterstützt. Sie wurde 1977 von Joseph Aerthott, einem in der Schweiz eingebürgerten Inder, zusammen mit Schweizer Freunden als Verein gegründet.
Der Verein ist nach eigenen Angaben politisch und konfessionell neutral. Aus Spenden sowie Beiträgen von Bund, Gemeinden, Kirchen und anderen Institutionen vermittelt die Rehaswiss jährlich 700 bis 1000 behinderten Menschen eine selbstständige und sinnvolle Tätigkeit. Der Verein unterstützt einzelne Personen durch Geld- und Sachzuwendungen, insbesondere bei der beruflichen Ausbildung und der Eingliederung in den beruflichen Alltag. Damit wird erreicht, dass behinderte Menschen so gut wie möglich in das Leben in ihren Familien und Orten integriert werden können.  
Gegenwärtig arbeitet der Verein mit 25 Nichtregierungsorganisationen in Indien und Bangladesch zusammen. Diese lokalen Partner übernehmen die Auswahl und Begleitung der Behinderten, um eine erfolgreiche Durchführung der Projekte zu gewährleisten. Seit 2000 wird Kleingewerbestartkapital für Werkzeuge, Maschinen oder Kleinläden meist mit Mikrokrediten finanziert, die in drei Jahren zurückzahlbar sind.
Seit 1989 hat der Verein das ZEWO-Gütesiegel. Seit 1989 wird er von der Direktion für Entwicklung und Zusammenarbeit unterstützt. Der Verein hat ein Jahresbudget von etwa 400'000 Franken. Davon werden etwa 150'000 Franken von der DEZA gezahlt, der Rest wird durch Spenden und Mitgliederbeiträgen aufgebracht. 
Der Verein ist bislang das einzige schweizerische Hilfswerk, das sich ausschliesslich mit der beruflichen und sozialen Eingliederung Behinderter in Entwicklungsländern, vornehmlich in Indien, befasst.